# Wilfredo León
Wilfredo León Venero (Santiago de Cuba, 31 de julho de 1993) é um jogador de voleibol cubano naturalizado polonês.
Começou a jogar pela seleção nacional de Cuba aos 14 anos de idade no torneio de qualificação para os Jogos Olímpicos de Pequim. Já aos 17 anos foi eleito capitão da seleção cubana. Ele participou em 2010 dos Jogos Olímpicos da Juventude em Singapura, onde a equipe de Cuba conquistou o ouro.
Leon joga da na posição de ponteiro. Nos fundamentos ataque e bloqueio atinge 3,50 e 3,46 metros de altura respectivamente.

## Títulos
La Habana
- Campeonato Cubano: 2008–09, 2009–10

Santiago De Cuba
- Campeonato Cubano: 2010–11

Zenit Kazan
- Mundial de Clubes: 2017
- Liga dos Campeões: 2014–15, 2015–16, 2016–17, 2017–18
- Campeonato Russo: 2014–15, 2015–16, 2016–17, 2017–18
- Copa da Rússia: 2014, 2015, 2016, 2017
- Supercopa Russa: 2015, 2016, 2017

Al-Rayyan
- Copa do Catar: 2016

Sir Safety Perugia
- Mundial de Clubes: 2022, 2023
- Campeonato Italiano: 2023–24
- Copa Itália: 2018–19, 2021–22, 2023–24
- Supercopa Italiana: 2019, 2020, 2022, 2023

## Clubes
| Anos      | Clube                       |
| --------- | --------------------------- |
| 2005–2010 | La Habana                   |
| 2010–2013 | Santiago De Cuba            |
| 2014–2018 | Zenit Kazan                 |
| 2015–2015 | Al-Rayyan                   |
| 2016–2016 | Al-Rayyan                   |
| 2018–2024 | Sir Safety Susa Vim Perugia |
| 2024–     | BOGDANKA LUK Lublin         |

## Prêmios individuais
- 2009: Liga Mundial – Melhor sacador
- 2009: Campeonato NORCECA – MVP e melhor atacante
- 2011: Campeonato NORCECA – Melhor atacante e maior pontuador
- 2011: Jogos Pan-Americanos – MVP
- 2015: Liga dos Campeões – MVP e melhor ponteiro
- 2015: Campeonato Mundial de Clubes – Melhor ponteiro
- 2016: Liga dos Campeões – MVP e melhor ponteiro
- 2016: Campeonato Mundial de Clubes – Melhor ponteiro
- 2017: Liga dos Campeões – Melhor ponteiro
- 2017: Campeonato Mundial de Clubes – Melhor ponteiro
- 2018: Liga dos Campeões – Melhor ponteiro
- 2019: Copa Itália – MVP
- 2019: Campeonato Europeu – Melhor ponteiro
- 2019: Copa do Mundo – Melhor ponteiro
- 2019: Supercopa Italiana – MVP
- 2021: Torneio Hubert Jerzeg Wagner – MVP
- 2022: Copa Itália – MVP
- 2022: Campeonato Mundial de Clubes – Melhor ponteiro
- 2023: Campeonato Europeu – MVP
- 2025: Liga das Nações de 2025 - Melhor atacante